# Championnat d'Ouganda de football 2006-2007
Navigation
Édition précédente Édition suivante
La saison 2006-2007 du Championnat d'Ouganda de football est la trente-huitième édition du championnat de première division ougandais. Les équipes engagées sont regroupées au sein d'une poule unique où elles affrontent deux fois leurs adversaires, à domicile et à l'extérieur. En fin de saison, les quatre derniers du classement sont relégués et remplacés par les cinq champions régionaux de deuxième division.
C'est le club de Uganda Revenue Authority, tenant du titre, qui remporte à nouveau la compétition cette saison après avoir terminé en tête du classement, avec huit points d'avance sur le Villa SC et douze sur le Police FC. C'est le second titre de champion d'Ouganda de l'histoire du club.

## Participants
- Mbale Heroes
- Villa SC
- Kampala City Council
- Simba FC
- Express FC
- Police FC
- Maji FC
- Kinyara Sugar Works FC
- Kanoni Mukono United FC - Promu de D2
- Masaka Local Council
- Boroboro Holy Hill FC - Promu de D2
- Bunamwaya SC
- City Lads FC - Promu de D2
- Victors FC
- Uganda Revenue Authority
- Masindi Town Council - Promu de D2
- Iganga Town Council - Promu de D2

## Compétition

### Classement
Le classement est établi sur le barème de points classique : victoire à 3 points, match nul à 1, défaite à 0.
| Rang | Équipe                    | Pts | J  | G  | N  | P  | Bp | Bc | Diff |
| ---- | ------------------------- | --- | -- | -- | -- | -- | -- | -- | ---- |
| 1    | Uganda Revenue AuthorityT | 73  | 32 | 22 | 7  | 3  | 54 | 18 | +36  |
| 2    | Villa SC                  | 65  | 32 | 19 | 8  | 5  | 49 | 2  | +47  |
| 3    | Police FC                 | 61  | 32 | 17 | 10 | 5  | 40 | 15 | +25  |
| 4    | Kampala City Council      | 57  | 32 | 17 | 6  | 9  | 51 | 33 | +18  |
| 5    | Bunamwaya SC              | 53  | 32 | 15 | 8  | 9  | 38 | 29 | +9   |
| 6    | Kinyara Sugar Works FC    | 49  | 32 | 12 | 13 | 7  | 37 | 29 | +8   |
| 7    | Victors FC                | 47  | 32 | 12 | 11 | 9  | 34 | 33 | +1   |
| 8    | Simba FC                  | 45  | 32 | 13 | 6  | 13 | 34 | 25 | +9   |
| 9    | Express FCC               | 39  | 32 | 8  | 15 | 9  | 22 | 30 | -8   |
| 10   | Masaka Local Council      | 37  | 32 | 8  | 13 | 11 | 22 | 30 | -8   |
| 11   | Maji FC                   | 36  | 32 | 8  | 12 | 12 | 36 | 45 | -9   |
| 12   | Boroboro Holy Hill FCP    | 36  | 32 | 9  | 9  | 14 | 26 | 37 | -11  |
| 13   | Iganga Town CouncilP      | 34  | 32 | 7  | 13 | 12 | 17 | 32 | -15  |
| 14   | Kanoni Mukono United FCP  | 33  | 32 | 9  | 6  | 17 | 32 | 45 | -13  |
| 15   | Mbale Heroes              | 31  | 32 | 8  | 7  | 17 | 30 | 40 | -10  |
| 16   | City Lads FCP             | 23  | 32 | 5  | 8  | 19 | 28 | 49 | -21  |
| 17   | Masindi Town CouncilP     | 16  | 32 | 2  | 10 | 20 | 17 | 57 | -40  |

|  | Qualification pour la Ligue des champions de la CAF 2008 et la Coupe Kagame inter-club 2008 |
|  | Qualification pour la Coupe de la confédération 2008                                        |
|  | Relégation en deuxième division                                                             |
|  | T : Tenant du titre C : Vainqueur de la Coupe d'Ouganda P : Promu de deuxième division      |

## Bilan de la saison
| Championnat d'Ouganda de football 2006-2007                        |                                                                        |
| Champion                                                           | Uganda Revenue Authority (2e titre)                                    |
| Coupes et trophées                                                 |                                                                        |
| Vainqueur de la Coupe d'Ouganda 2006-2007                          | Express FC                                                             |
| Qualifications continentales                                       |                                                                        |
| Ligue des champions de la CAF 2008                                 | Uganda Revenue Authority                                               |
| Coupe de la confédération 2008                                     | Express FC                                                             |
| Coupe Kagame inter-club 2008                                       | Uganda Revenue Authority                                               |
| Promotions et relégations                                          |                                                                        |
| Promus en Championnat d'Ouganda de football                        | Biharwe FC Maroons FC Ediofe Hills FC CRO FC Nalubaale FC              |
| Relégués en Championnat d'Ouganda de football de deuxième division | Masindi Town Council Mbale Heroes City Lads FC Kanoni Mukono United FC |